# سبوتنيك (فلم)
سبوتنيك (بالروسية: Спутник) هو فيلم خيال علمي رعب روسي من إخراج إيجور أبرامينكو وبطولة أوكسانا أكينشينا، فيودور بوندارتشوك وبيوتر فيودوروف، صدر الفيلم في روسيا في 23 أبريل 2020.

## روابط خارجية
- سبوتنيك على موقع IMDb (الإنجليزية)
- سبوتنيك على موقع ميتاكريتيك (الإنجليزية)
- سبوتنيك على موقع روتن توميتوز (الإنجليزية)
- سبوتنيك على موقع ألو سيني (الفرنسية)
- سبوتنيك على موقع أول موفي (الإنجليزية)
- سبوتنيك على موقع قاعدة بيانات الفيلم (الإنجليزية)
- سبوتنيك على موقع ليتربوكسد (الإنجليزية)
- سبوتنيك على موقع كينوبويسك (الروسية)